# Constancio Carrasco
Constancio Carrasco Daza (Oaxaca de Juárez, Oaxaca, 2 de junio de 1964) es un abogado, juez y funcionario mexicano que se desempeñó como magistrado de la Sala superior del Tribunal Electoral del Poder Judicial de la Federación entre 2006 y 2016 y como presidente del Tribunal Electoral del Poder Judicial de la Federación entre el 13 de abril de 2015 y 4 de agosto de 2016.

## Biografía
Estudió la Licenciatura en derecho en la Universidad Autónoma Benito Juárez de Oaxaca, tiene el grado de Maestro en derecho, es magistrado de Tribunal Colegiado de Circuito con licencia, funcionario del Poder Judicial de la Federación de México y ha sido electo magistrado de la Sala Superior del Tribunal Electoral del Poder Judicial de la Federación, máximo órgano en materia electoral para el periodo 2006-2016.
Ha trabajado en el Poder Judicial de la Federación de México, fue consejero del Consejo de la Judicatura Federal (México), fue secretario de Estudio y Cuenta en la Suprema Corte de Justicia de la Nación y ha estado en variados puestos del mismo.
Se postuló como candidato a magistrado del Tribunal Electoral del Poder Judicial de la Federación, fue subprocurador de Justicia en el Istmo de Tehuantepec, con residencia en el municipio de Santo Domingo Tehuantepec, del Estado de Oaxaca. Fue magistrado presidente del Tribunal Electoral del Poder Judicial de la Federación del período 2015-2016.
Recibió la Presea Tepantlato en 2007, por mérito al servidor público. La Universidad Tepantlato distingue con esta presea a servidores públicos destacados de México. 
Asimismo ha recibido el galardón del Día del Juzgador Mexicano, presea que se ha otorgado a relevantes figuras dentro del Poder Judicial de la Federación entre las cuales destaca el ministro en retiro Guillermo I. Ortiz Mayagoitia. 
Fue el titular de la Unidad de Enlace de la Suprema Corte de Justicia de la Nación con los Poderes de la Unión.[cita requerida]
Actualmente es el Titular de la Unidad para la Consolidación del Nuevo Sistema de Justicia Penal del Consejo de la Judicatura Federal.